# Georges de Misnie
 Georges de Misnie (né en 1380, mort à Cobourg le 9 décembre 1401) est co-landgrave de Thuringe et co-margrave de Misnie de 1381 à 1401.

## Éléments de biographie
À la mort en 1381 de Frédéric III de Thuringe dit « le Vaillant », ses trois fils Georges, Frédéric Ier de Saxe dit « le Belliqueux » et Guillaume II de Misnie dit « le Riche » gouvernent en indivision les domaines paternels c'est-à-dire pays d'Osterland, aux confins de la Thuringe et de la Saxe, et la généralité de Landsberg. Avec les revenus des mines de Freiberg, ils acquièrent le pays de Saalfeld et le bailliage de Kœnisberg. Georges meurt à Cobourg, héritage de sa mère Catherine d'Henneberg, dès 1401, sans laisser de postérité, et ses deux frères continuent de régner conjointement. Il est inhumé dans l'abbaye de Pforta.

## Source
- André Borel d'Hauterive Revue Historique de la Noblesse « Notice sur la Maison Impériale et Royale de Saxe » Paris 1841 p. 333.